# Ноздрва
Ноздрва је канал који полази од места на носу где се налазе рачвасти спољашњи отвори. 

## Примери у живом свету
Код птица и сисара, раздвојене су хрскавичавом преградом (septum), а и садрже коштани или хрскавичави лавиринт (синусе), а који има улогу у загревању ваздуха који се удише. Преграда између ноздрва код људи може понекад да буде деформисана, па је једна ноздрва већа од друге. Изузетно, може да буде потпуно уништена, те да постоји само један већи спољашњи отвор. Ово може да проузрукује и прекомерна употреба кокаина. Код људи је утврђено и да ноздрве раде „на смену“, односно на сваких четири сата за удисај и издисај је доминантна само једна ноздрва. Готово све рибе имају четири ноздрве. Такође, група Procellariiformes се разликује од других птица јер њихове ноздрве чине цевасти наставци.

## Еволуција
Ноздрва заправо има четири, међутим код људи су две скривене. То су такозване коане (на грчком језику то значи „левак“) које су повезане за душник и имају улогу у дисању. Према тумачењу неких кинеских и шведских научника, ови отвори су се првобитно налазили између зуба. Као доказ се наводи фосил рибе Kenichthys campbelli на коме се виде два отвора између секутића. Један пар ноздрва је имао улогу у исхрани, а други је вирио ван воде због дисања. Слични отвори постоје и код људског ембриона и уколико се не развију добро, може доћи до појаве зечје усне.